# Centre hospitalier Guillaume-Régnier
 (octobre 2013).
Si vous disposez d'ouvrages ou d'articles de référence ou si vous connaissez des sites web de qualité traitant du thème abordé ici, merci de compléter l'article en donnant les références utiles à sa vérifiabilité et en les liant à la section « Notes et références ».

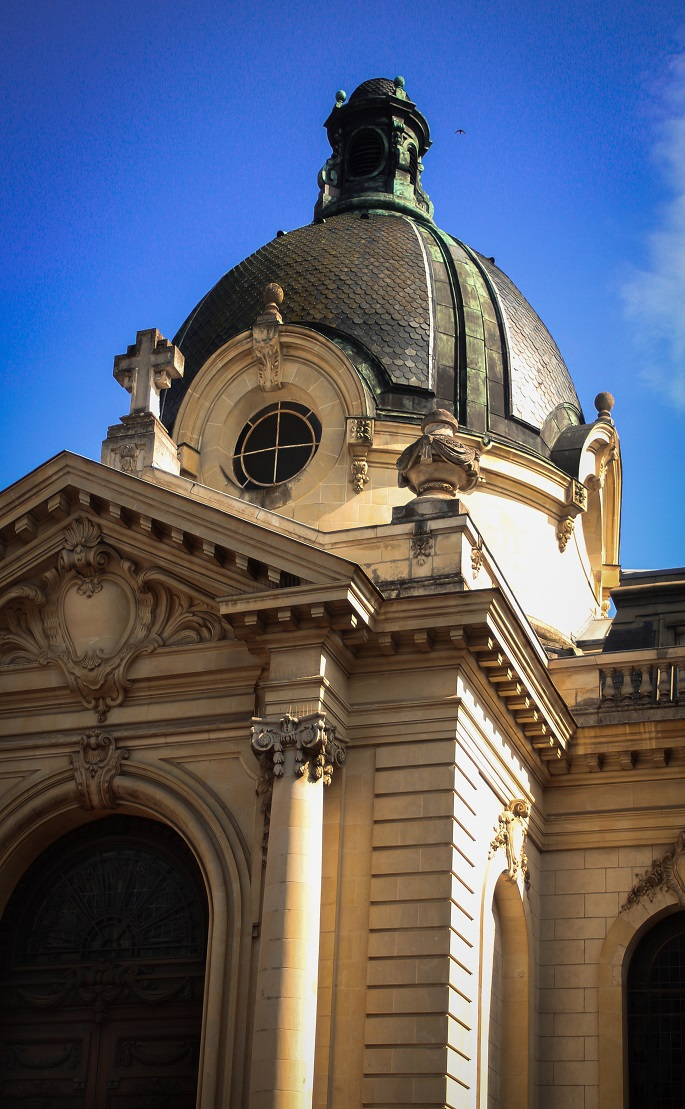
Le bâtiment principal du Centre hospitalier Guillaume Régnier (CHGR), à l'origine du logo de l'établissement.

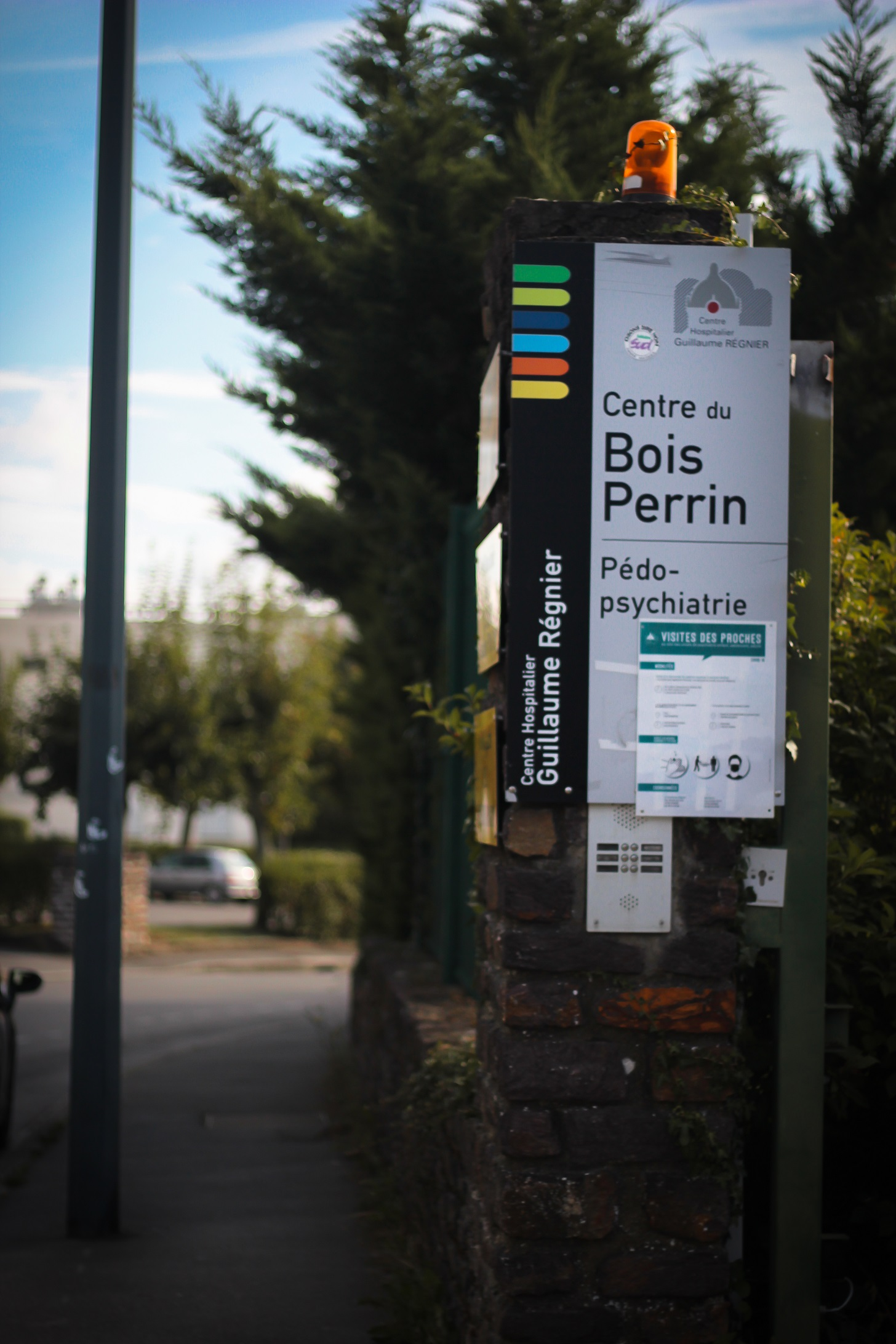
L'entrée du Centre du Bois Perrin, qui correspond au pôle pédopsychiatrie du CHGR.

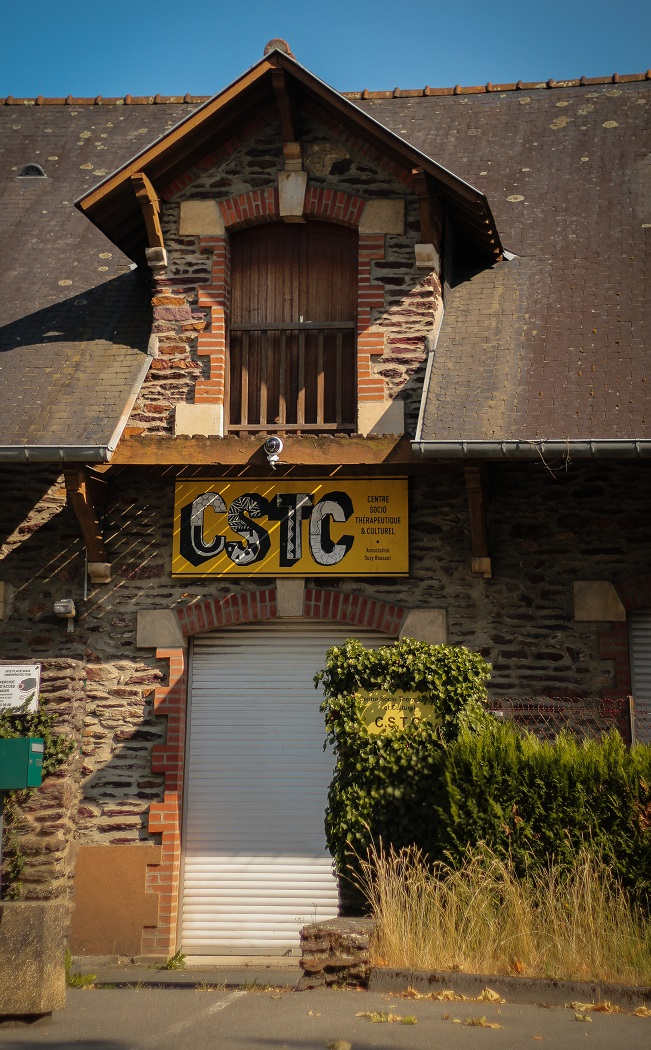
Le CSTC, ou Centre socio-thérapeutique et culturel, est un lieu de soin tenu par l'association Suzy Rousset, sur le CHGR.

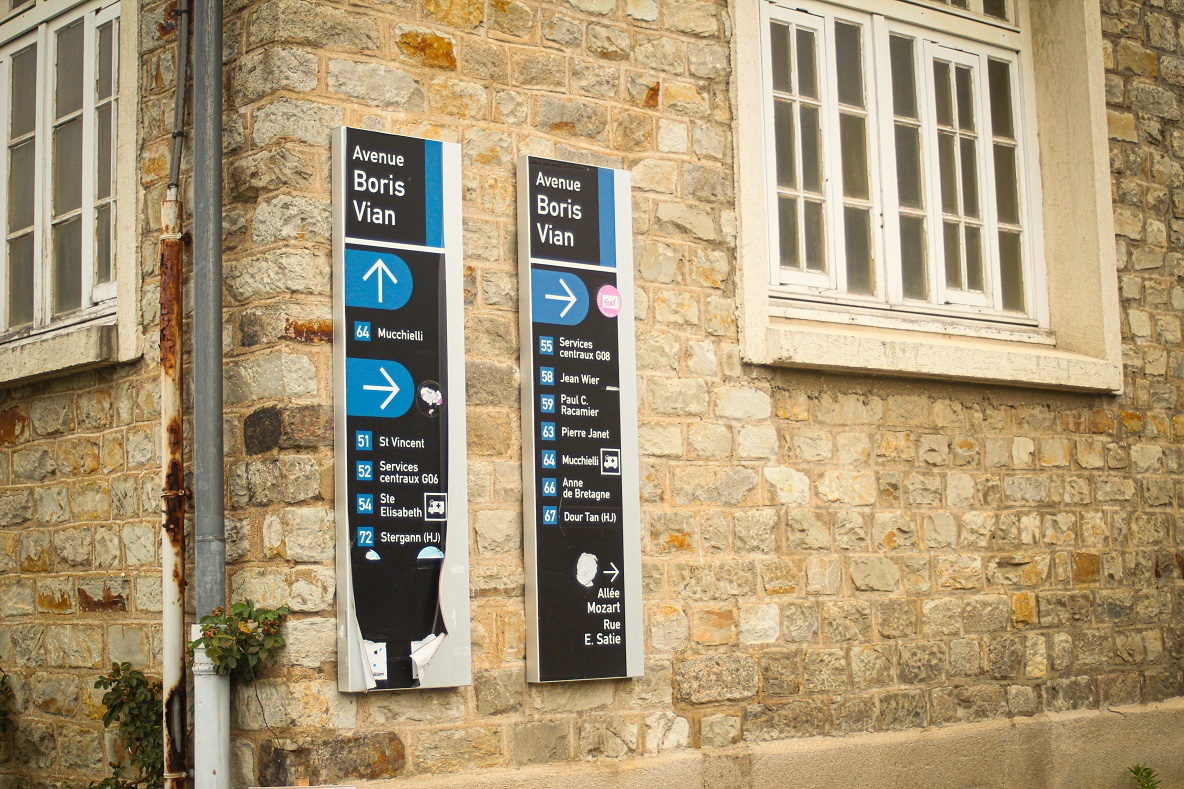
Le site principal étant vaste en superficie, la signalétique inclut des noms d'avenues et de rues pour se repérer dans l'hôpital.

Le centre hospitalier Guillaume-Régnier (CHGR) est un établissement public de santé mentale situé à Rennes dans le département d'Ille-et-Vilaine, en Bretagne spécialisé en psychiatrie, addictologie, handicap physique et mental et géronto-psychiatrie.
Cet hôpital assure des missions de prévention, de diagnostic, de soins, de réinsertion sociale, d'enseignement et de recherche (deux services hospitalo-universitaires et quatre professeurs des universités-praticiens hospitaliers). Il est le terrain de stage exclusif en matière de psychiatrie pour les étudiants de 2e cycle en médecine et en pharmacie de  la faculté de médecine et pharmacie de l'université Rennes-I et reçoit des étudiants en psychologie (université Rennes-II) ou en droit de la santé (université Rennes) et des étudiants en soins infirmiers.
Il accueille des patients de tous âges et atteints de toutes pathologies psychiatriques, avec ou sans leur consentement selon les dispositions légales en vigueur.

## L'offre de soins (hospitalisations, consultations)
Aujourd’hui, le centre hospitalier Guillaume-Régnier gère un important dispositif de soins de plus de 1734 lits et places (au 31/12/2021) qui se répartissent entre 767 lits et 845 places ainsi que 132 places d'alternatives à l'hospitalisation (tel que les familles d'accueils) . Il  assure les soins en psychiatrie et en santé mentale pour 80 % du département d’Ille-et-Vilaine.
En 2021, la file active (sans double compte) représente 29 632 patients dont 19 395 en psychiatrie générale et 6 052 en psychiatrie infanto-juvénile. Cette même année, 339 562 journées ont été réalisées dont 196 743 en psychiatrie et 142 819 jours en médico-social.
Les chiffres d'accueil (lits et places) en 2021 :
- Psychiatrie adulte : 547 lits d'hospitalisations, 241 places en structures ambulatoires.
- Pédopsychiatrie : 80 lits d'hospitalisations et 153 places en structures ambulatoires
- Psychiatrie pénitentiaire : 40 lits d'hospitalisations et 20 places en structures ambulatoires
- Addictologie : 10 lits d'hospitalisations, 15 places en structures
- Maison d'accueil spécialisé : 234 places au sein de 2 MAS
- Personnes âgées : 80 places en USLD et 120 places au sein de 2 EHPAD

soit un total de 767 lits d'hospitalisations et 845 places

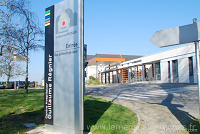
Centre hospitalier Guillaume-Régnier de Rennes.

Le CHGR compte également plus de 60 structures ambulatoires dans le département, tel que des centres médico-psychologiques (CMP), des centres d'accueil thérapeutique à temps partiel (CATTP) et des hôpitaux de jour (HJ) basées dans différentes autres communes importantes du département.
Tous les établissements de santé publics fonctionnent en France sur le principe de la sectorisation.
En Ille-et-Vilaine, le département est découpé en 12 secteurs géographiques pour la psychiatrie adulte (9 à Rennes, 2 à St Malo, 1 à Redon) et 4 pour la psychiatrie infanto-juvénile (3 à Rennes, 1 à St Malo). Un redécoupage des secteurs, minutieusement préparé sur la base des bassins de vie, des pays, des circonscriptions d'action sociale, a été validé par l'ARH en 2007 et mis en œuvre début 2009. Un projet d'actualisation est en cours en 2021.
Ainsi, le CHGR  assure la prise en charge d'un territoire de 852 835 habitants sur les 1 024 246 habitants (population totale 2011) que compte le département et 180 520 habitants âgés de moins de 16 ans pour les 3 secteurs de psychiatrie infanto-juvénile.
Avec 2493 agents non médicaux et médicaux, le CHGR est le 5ème employeur rennais. Il dispose d'un budget annuel de 150 millions d’euros en 2013 (dont 118 pour le centre hospitalier).

### Psychiatrie Adultes
9 secteurs de psychiatrie générale redéfinis en  7 pôles.
- Le Pôle Hospitalo-Universitaire de Psychiatrie Adulte (réunit les secteurs 35G03, 35G12) :
  - son territoire correspond au secteur nord de Rennes et à un territoire situé à l'est et au sud-est de Rennes. Il dispose de 2 unités d'admissions, 1 unité de gérontopsychiatrie, 1 hôpital de semaine, 1 unité de soins prolongés et 1 UHCD
  - Ce pôle est sous la responsabilité médicale du Pr Dominique DRAPIER.
  - Ce pôle dispose d'un dispositif ambulatoire comprenant:
    - 1 Centre Médico-Psychologiques : Le CMP St-Exupéry à Rennes (situé entre le quartier Maurepas et le Centre ville),
    - 1CentreThérapeutique de Jours : le CTJ Janet Frame (situé entre le quartier Maurepas et le Centre ville),
    - 1 hôpital de jour pour personnes âgées "Le Gast" à Rennes
- Le Pôle G04 - G06 :  Le secteur G04 correspond au Pays de Fougères et le secteur G06 au pays de Vitré. Le pôle dispose de 4 unités d'admissions dont 1 Unité de Soins Intensif (80 lits).
  - Ce pôle est sous la responsabilité médicale du Dr Guillaume GALINAND.
  - Ce pôle dispose d'un dispositif ambulatoire comprenant:
    - 1 Centre Médico-Psychologique + CATTP + Hôpital de jour à Fougères
    - 1 CATTP "L'Elan" sur le site hospitalier à Rennes
    - 1 Centre Médico-Psychologique + CATTP + Hôpital de jour à Vitré
    - 1 Centre Médico-Psychologique + CATTP à Janzé
- Le Pôle Rennais de Psychiatrie Adulte Centre et Sud (réunit les secteurs 35G05 et 35G10) :
  - Le secteur G05 à pour territoire le centre-ville et les quartiers ouest de la ville de Rennes tandis que le secteur G10 correspond aux quartiers sud de Rennes. Ce pôle dispose 3 unités d'admissions (60 lits).
  - Ce pôle est sous la responsabilité médicale du Dr Elisabeth SHEPPARD.
  - Ce pôle dispose d'un dispositif ambulatoire comprenant:
    - 1 Centre Médico-Psychologique et 1 Centres Thérapeutiques de Jour (comprenant un CATTP et un Hôpital de jour, rassemblé sur le dispositif "Les Colombes". Il est situé Place des Colombes à Rennes.
    - 1 Centre Médico-Psychologique et 1 CATTP sur le territoire Sud, rue de La Sauvaie à Rennes
    - 2 hôpitaux de jour sur le site hospitalier
    - d'une équipe intersectorielle d'ergothérapie
- Le  Pôle G07-G08 : Ce pôle correspond aux communes de l'ouest, du nord-ouest et du nord De Rennes. Il est composé de 2 secteurs de psychiatrie et rassemble 60 lits.
  - Ce pôle est sous la responsabilité médicale du Dr Caroline Bineau-Elléouet
  - Ce pôle dispose d'un dispositif ambulatoire comprenant:
    - 1 Centre Médico-Psychologique et 1 Centres Thérapeutiques de Jour (comprenant un CATTP et un Hôpital de jour) à La Mézière
    - 1 Centre Médico-Psychologique à Saint-Aubin d'Aubigné
    - 1 CMP - CATTP à Montfort/Meu et à Mordelles
- Le  Pôle STAR : Ce pôle propose une offre de soins autour de la notion du rétablissement. Ce pôle dispose de 3 unités soins prolongés 60 lits.
  - Ce pôle est sous la responsabilité médicale du Dr David LEVOYER.
  - Ce pôle dispose d'un dispositif ambulatoire comprenant:
    - Le CSTC de l'hôpital (Centre Social Thérapeutique et Culturel)
    - Les unités d'Ergothérapie
    - Des dispositifs complémentaires.
- Le Pôle 35G09 : Son territoire correspond aux communes du sud de Rennes-Métropole et aux  Vallons de Haute Bretagne autour de Guichen et de Bain de Bretagne). Il dispose de 2 unités d'admission.
  - Ce pôle est sous la responsabilité du Dr Carole Di Maggio.
  - Il dispose d'un dispositif ambulatoire comprenant le CMP et le Centre thérapeutique de jour de St Jacques de la Lande
- Le CHGR dispose également d'un Service intersectoriel psychiatrique d'Accueil et d'Orientation (SPAO) qui accueille les patients, en complémentarité avec les urgences du CHU, de 12 h à 22 h en vue d'une orientation.
- Les urgences psychiatriques sont assurées au sein des Services des Urgences générales et pédiatriques du Centre hospitalier universitaire de Rennes (sites Sud et Pontchaillou) des centres hospitaliers de Fougères, de Vitré. Les psychiatres et les infirmiers interviennent également en psychiatrie de liaison au sein des unités de soins de ces établissements.
- Enfin Une unité intersectorielle  d'hospitalisation de court séjour (post urgence) est ouverte près des urgences du CHU Pontchaillou

### Psychiatrie Enfants et Adolescents

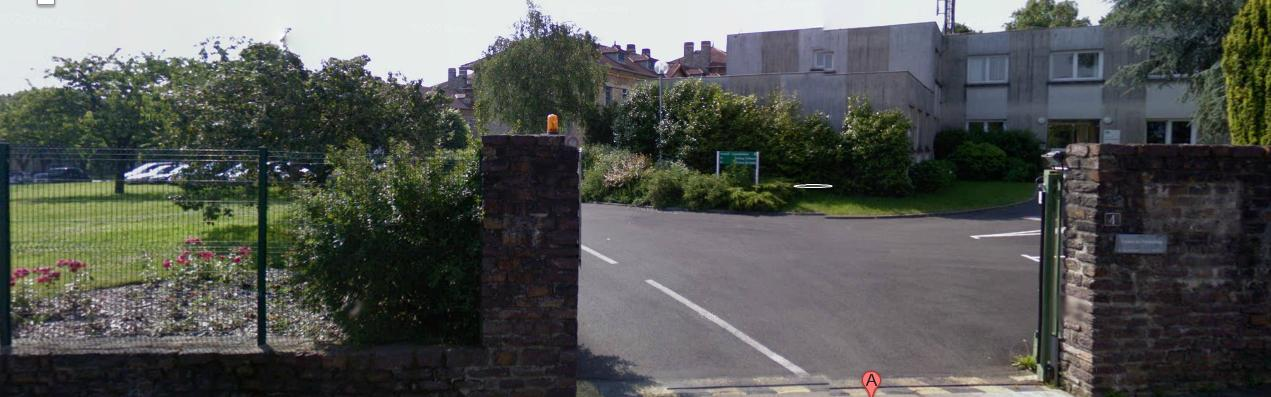
Centre de pédopsychiatrie du Bois Perrin.

2 pôles  de psychiatrie infanto-juvénile et 1 dispositif intersectoriel d'hospitalisation
- Pôle 35I02-35I03 :Cheffe de pôle :Dr Levenez
  - Secteur I02: son secteur correspond au nord/nord-est de la ville de Rennes et du département d'Ille-et-Vilaine.
  - Secteur I03 : son secteur correspond à l'ouest de la ville de Rennes et du département d'Ille-et-Vilaine.
- Pôle Hospitalo-Universitaire de l'enfant et de l'adolescent I04-I09 : son territoire correspond au sud de la ville de Rennes et du département d'Ille-et-Vilaine. Le pôle associe l'intersecteur I04 et le service intersectoriel pour adolescents et jeunes adultes I09.
- Les hospitalisations des jeunes se déroule au sein du site hospitalier du Bois-Perrin, site de pédo-psychiatrie situé près du site principal et regroupant les unités d'hospitalisation (12 lits d'hospitalisation complète et 24 lits d'hospitalisation de semaine), de consultations et d'hôpitaux de jour. Par ailleurs, le CHGR a développé une prise en charge spécifique et intersectorielle  des Adolescents et Jeunes adultes avec notamment d'une unité spécialisée pour cette population (9 lits d'hospitalisation), un centre de consultation, une maison des adolescents, des Points santé pour les étudiants des universités Rennes-I et Rennes-II et un accueil au sein des urgences de pédiatrie de l'hôpital Sud.
- Enfin, le CHGR a développé plusieurs spécialisations:
  - Un Service d’Éducation et de Soins Spécialisés à Domicile. Le SESSAD "Mille Sabords" intervient à domicile dans un rayon de 30 km autour de Rennes.
  - Un espace autisme et autres TSA. Il existe à Rennes depuis le 1er septembre 2011 et s'adresse aux enfants et adolescents jusqu’à 16 ans pour dépister et/ou diagnostiquer porteurs d’un TED.
  - Une unité de consultation pour enfants à haut potentiel en difficulté scolaire (Pr Tordjman)
  - Une unité de consultation de stress post traumatique.

### Pôle Addictions et Précarité

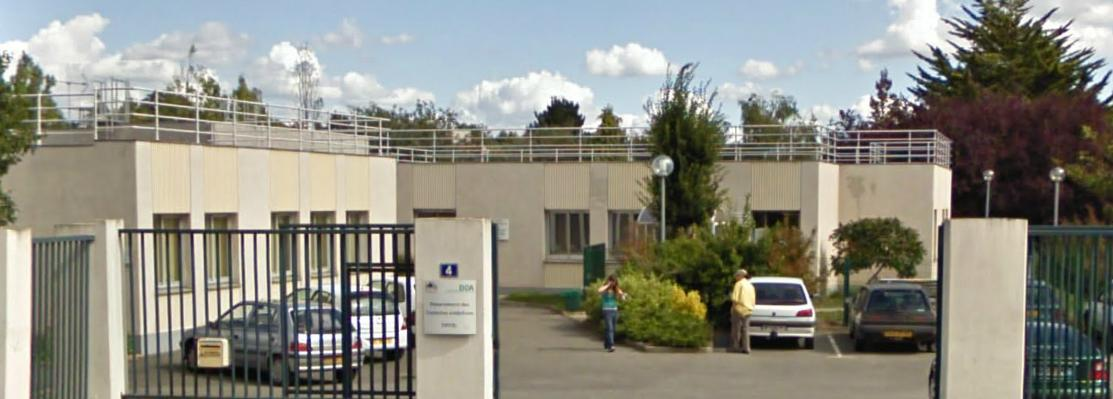
Centre L'Envol du centre hospitalier Guillaume-Régnier de Rennes.

Dans le domaine des addictions, le CHGR assure l'accompagnement, le suivi et les soins en addictologie, toxicomanie, tabacologie. Ainsi que des missions de santé publique, notamment dans le domaine de l’usage nocif et de la dépendance aux substances psychoactives (alcool, drogues et tabac). Chef de pôle :  Dr Chevallier-Latreuille.
- le CSAPA l'Envol pour les toxicomanies
- le CSAPA de la rue Saint-Melaine à Rennes, l'unité d'hospitalisation Les Iris (10 lits) et l'hôpital de jour pour l'alcoologie
- l'équipe de liaison en tabacologie, l'équipe mobile de précarité (prise en charge des besoins en santé mentale pour les personnes en situation de précarité et d'exclusion)
- Un dispositif de soins autour des Troubles de la Conduite Alimentaire
- 2 unités de soins.
- une équipe inter-hospitalière (CHU, CHGR, clinique Saint-Yves) coordonne les actions et les prises en charge des troubles alimentaires graves. Elle intervient aussi sous le format équipe mobile.

### Psychiatrie en milieu pénitentiaire
Ce pôle regroupe deux dispositifs de soins à destination des patients placés sous main de justice au sein des établissements pénitentiaires bretons (pour le SMPR) et de l'Ouest (pour l'UHSA). Chef de pôle : Dr FEDELE
- Le Service Médico Psychologique Régional (SMPR)

Le SMPR, basé au centre pénitentiaire des hommes de Rennes-Vezin, intervient également au sein du centre pénitentiaire des femmes situé à Rennes. Il assure une mission régionale et des actions au titre du postpénal auprès d’une population adulte.
Le SMPR met en œuvre des actions de prévention, d’aide au diagnostic, de soins des troubles mentaux au bénéfice de la population incarcérée dans l’établissement où le SMPR est implanté ou en provenance des établissements pénitentiaires relevant du secteur de psychiatrique en milieu pénitentiaire qu'est la Bretagne : établissements pénitentiaires de Brest, Saint-Brieuc, Saint-Malo, Vannes et Lorient-Ploemeur.
- L'unité hospitalière spécialement aménagée (UHSA)

L'unité hospitalière spécialement aménagée dispose de 2 unités d'admissions de 20 lits chacune, ouverte en septembre 2013 sur le site du centre hospitalier.
Cette unité assure l'hospitalisation des personnes placées sous main de justice et nécessitant des soins psychiatriques en hospitalisation complète. Les patients (prévenus et détenus) peuvent être accueillis avec ou sans leur consentement. L'UHSA de Rennes accueille des patients issus des établissements pénitentiaires des Régions Bretagne, Pays de la Loire et Basse-Normandie.

### Pôle Handicap psychique et mental
Le CHGR a développé une offre médico-sociale par le biais notamment des maisons d'accueil spécialisées (MAS) destinés aux personnes adultes atteintes d'un handicap psychique qui nécessitent une surveillance médicale et des soins constants.
- La maison d'accueil spécialisée du Placis Vert à Thorigné-Fouillard assure l'accueil permanent de 160 personnes.
- La maison d'accueil spécialisée Ty Héol à Betton assure l'accueil permanent de 60 personnes.

### Personnes âgées
Le Pôle personnes âgées assure l’accueil au sein de 3 unités de soins et d'hébergement. Chef de pôle : Dr SHPAK.
- 60 lits en Unité de soins de longue durée et 20 lits en unité d’hébergement renforcé (UHR) au sein de la résidence de la Tertre du Joué à Rennes
- 40 places d'EHPAD à la résidence du Prévôt à Châteaugiron
- 80 places d'EHPAD à la résidence René-Cassin à Bruz

Ce pôle assure également l'accompagnement et le suivi d'un dispositif "Accueil Familial et Social" à destination des personnes âgées et/ou handicapées pour proposer une alternative à l'hospitalisation (30 places).

## Les autres activités

### Pôle Médico-Technique
Il regroupe des services de soins transversaux qui participent à la prise en charge médicale des patients accueillis à l'hôpital : la pharmacie (Dr Marie), le laboratoire de biologie ( Dr Coriton), une unité de kinésithérapie,  une équipe de coursiers et le service des spécialités médicales (Dr Affolter) réunissant une unité d'anesthésie, des consultations de cardiologie, pneumologie, gynécologie, ophtalmologie, radiologie, stomatologie et chirurgie dentaire, et la coordination de la médecine générale avec des médecins correspondants dans chaque pôle de psychiatrie générale.

### Cellule d'urgence médico- psychologique (CUMP)
Le préfet d'Ille-et-Vilaine a confié au centre hospitalier Guillaume-Régnier l'animation et la gestion de la cellule d'urgence médico-psychologique d'Ille-et-Vilaine.
Il s'agit d'un dispositif présent dans tous les départements sous la direction médicale du SAMU et qui est déclenché pour la prise en charge psychologique précoce des blessés psychiques dans les situations d'urgence collective : accidents catastrophiques, catastrophes, ou encore attentats.
La CUMP 35 est en outre chargée d'une mission de coordination des CUMP de Bretagne.

### La recherche clinique
Le CHGR assure une mission de recherche clinique dans le domaine de la psychiatrie. Pour cela, elle dispose d'une équipe de recherche clinique composé de professionnels de santé (psychiatres, pédopsychiatres, infirmiers).
9 études en cours (en 2018) : 3 en phase de suivi des patients et 6 en phase d’inclusion des patients.
Ces travaux portent sur : la dépression du sujet âgé, la stimulation magnétique transcranienne dans la dépression, le neurofeedback dans la dépression, la stimulation transcranienne directe à courant continu dans les troubles obsessionnels compulsifs, la schizophrénie.
40 patients ont été inclus dans ces études, 64 patients étaient suivis dans une étude.

### Structures d'aide à la réinsertion
- Le CHGR participe à Maffrais-Services qui est un ESAT employant des travailleurs handicapés en vue de leur réinsertion dans des ateliers divers dont un atelier « éclaté » permettant des emplois protégés en milieu ordinaire.
- Le CHGR participe également aux côtés de Fil Rouge[8] à la recherche d'emplois adaptés pour des patients psychologiquement fragilisés.

### Les écoles
Le centre hospitalier dispose d’un centre de formation depuis les années 1950. Actuellement, il regroupe au sein d'un Institut de Formation des Professionnels de Santé (IFPS) : un institut de formation en soins infirmiers et un institut de formation pour les aides-soignants situé en bordure du campus universitaire Rennes-1 et à proximité du site principal du CHGR. La direction de l'institut est assurée par Marie-Christine Chareyre, directrice des soins et des instituts.
Son site internet est : https://www.ifsi-chgr.fr/
L’Institut a une capacité de 92 étudiants infirmiers, de 50 élèves aides-soignants par promotion. Agrandi et modernisé en 2003, il bénéficie d’un espace de travail de qualité.

## Historique
Vers le milieu du XVIe siècle, vivait à Rennes une famille patriarcale qui avait pour membre principal Guillaume Régnier, conseiller au parlement de Bretagne en 1559. Marié à Mademoiselle Mignot, il eut d’elle plusieurs enfants : l’un d'eux, appelé Guillaume comme son père, borna toute son ambition à l’éducation chrétienne de sa famille, et consacra son temps et sa fortune en œuvre de charité et en dévouement pour les autres.
À cette époque, de nombreux pèlerins, atteints d’une affection particulière que l’on a pu nommer « le mal de Saint-Méen », décrite comme « une manière de lèpre, nommée par les médecins « prosa », qui est une forte gale ou rogne qui ronge les os », à moins qu'il ne s'agisse de l'ergotisme, dû à l'ergot du seigle,. Le moyen d'éviter le mal ou de l'atténuer consistait pour ces malades à faire le pèlerinage de Saint-Méen de Gaël. La confusion phonétique se faisant alors entre « méen » (prononcer main) et douleur de la main. Rennes était la dernière étape pour ceux qui venaient de loin et devait leur trouver à tous un abri. Devant la détresse et la misère des pèlerins se rendant à Saint-Méen-le-Grand (appelé alors  Saint-Méen-de-Gaël). Guillaume Régnier acquiert auprès du seigneur Guy de Lopriac le 4 septembre 1627, au lieu-dit « le Tertre de Joué », divers bâtiments relevant de l'abbaye de Saint-Georges et leur offre gîte et couvert pour une nuit (une « passade »),. D'où l'appellation populaire qui a longtemps eu cours de « petit Saint-Méen » pour cet établissement.
À la suite de la Révolution, le code pénal se fonde sur les notions de liberté et de libre-arbitre. La Justice requiert de l'expertise des médecins le soin de l'éclairer sur « l'état de démence ». La discipline qu'on appellera plus tard psychiatrie va apparaître et progresser à la fois sur le plan scientifique (classification des maladies…, etc..) et sur les modalités de prise en charge (traitement moral, etc.). Cela se marquera notamment par la loi fondatrice de 1838 qui organise au moins un asile spécialisé pour les « aliénés » par département. Le premier médecin aliéniste nommé par le ministre à Rennes sera le Dr Chambeyron qui se heurtera rapidement au pouvoir local établi des congrégations.
C'est ainsi qu'en 1852 l'institution, rattachée aux Hospices civils de Rennes, est vendue au Département et devient « asyle départemental »,,.
En 1857, le préfet charge l’architecte spécialisé parisien Pierre Philippon de la reprise des bâtiments existants et d’extension de l'asile départemental d'aliénés.
En 1938, c'est l’appellation hôpital qui est précisée par un règlement intérieur. Les congrégations religieuses (successivement sœurs de la Charité, de Saint-Thomas de Villeneuve et de Saint-Vincent-de-Paul), arrivées en 1735, partent définitivement en 1958. L'hôpital dispose alors de deux mille lits et emploie quatre médecins des hôpitaux psychiatriques.
Après la deuxième guerre mondiale, au retour des camps, en réaction à ce qu'on a appelé plus tard « l'extermination douce », grâce aux progrès de la chimiothérapie mais aussi des psychothérapies individuelles, de la psychothérapie institutionnelle, les pratiques vont peu à peu se modifier.
Le Dr Suzy Rousset, psychiatre dans cet établissement de 1940 à 1960, est un des pionniers d'une psychiatrie humaniste et sociale. Une circulaire de 1958, par exemple, va permettre de développer des activités associatives, l'ergothérapie et de travailler à l'humanisation des hôpitaux.
C'est la naissance de la psychiatrie de secteur, psychiatrie dans la  cité, spécificité de la psychiatrie publique française, ayant l'ambition de confier les soins hospitaliers et ambulatoires, la prévention et la réinsertion, à une même équipe médico-sociale coordonnée par un psychiatre, dans un même territoire. Celle-ci a été initiée par une simple circulaire en 1960 grâce à la persévérance du Pr Aujaleu, directeur de la santé au ministère, et de Rose Mamelet au bureau des maladies mentales, sous l'impulsion militante d'une poignée très minoritaire de psychiatres engagés (Daumézon, Le Guillant, Follin, Bonnafé, Paumelle, etc.).
La réforme du mode de financement des activités ambulatoires sous le ministère Edmond Hervé favorise dans un premier temps le développement des centres médico-psychologiques, centres d'accueil thérapeutique à temps partiel et hôpitaux de jour, et va faire en sorte qu'aujourd'hui 80 % de la file active est constituée de patients suivis en ambulatoire.
La découverte du premier neuroleptique en 1952 (le Largactil) par Pierre Deniker et Henri Laborit change considérablement les modalités de soins. L'hôpital devient centre hospitalier spécialisé puis centre hospitalier avec l'appellation commune d'établissement public de santé mentale.
Le 18 juin 1996, le conseil d'administration entérine la proposition de son directeur Bernard Raynal ,d'appellation actuelle : « centre hospitalier Guillaume-Régnier »,.
Dès les années 1970 une première campagne importante d"humanisation des locaux est entreprise, mais son ambition est trop modeste à travers le programme national des U.S.N. (unités de soins normalisées) qui laisse persister sanitaires communs et chambres à trois voire à quatre lits. La volonté de véritablement restructurer les unités selon des critères modernes de confort et de respect des personnes, apparait seulement dix à quinze ans plus tard et se heurte alors aux difficultés économiques. Ce dernier programme n'est toujours pas achevé. Désormais, la nécessité, depuis la loi Hôpital, Patients, Santé et Territoires (HPST), d'un auto-financement de ses structures pour une activité par nature déficitaire a considérablement ralenti le programme.

## Accès
Le centre hospitalier Guillaume-Régnier est desservi par les lignes de bus suivants :
- à l'arrêt Plaine de Baud par les lignes C4 et C6 ;
- à l'arrêt Moulin de Joué par la ligne 67 ;

Pour aller sur le site de pédo-psychiatrie du Bois-Perrin et à l'institut de formation :
- Arrêt Bois-Perrin par les lignes 50 et 64.